# قائمة حكام موناكو
فيما يلي قائمة حكام موناكو. أغلبهم من بيت غريمالدي باستثناء بعض الفترات من الاحتلال الأجنبي وهم مذكورن هنا.

## التاريخ
أغلب حاكم موناكو من بيت غريمالدي الجنوي الغيلفية البارزة ينحدر البيت من أوتو كانيلا رجل دولة من جمهورية جنوة، أخذ البيت اسمه من ابنه جريمالدو. طرد هذا البيت من جنوة أثناء الحرب الأهلية الجنوية بين غويلفيون وغيبلينيون في عام 1271 ولجأوا إلى موناكو.
استولى فرانك إرموا غريمالدي على صخرة موناكو في عام 1297 مؤسسًا بذلك سلالة غريمالدي تحت السيادة الجنوية. وسع البيت حكمه فاستولى على منتون في عام 1346 وروكبرو في عام 1355. ثم تنازلوا عن هاتين المدينتين (حوالي 95٪ من أراضي البلاد) إلى فرنسا بموجب معاهدة فرانكو مون أوشجاسك في عام 1861.
حمل أفراد بيت غريمالدي لقب اللورد حتى عام 1612. ثم بدأ اللورد أونوريه الثاني باستخدام لقب الأمير، ليصبح بذلك أول أمير لموناكو. بعد ذلك اعترف باستقلاله إسبانيا في عام 1633 ثم من فرنسا بموجب معاهدة برن في عام 1641. ومنذ ذلك الحين، ظلت المنطقة تحت حكم عائلة غريمالدي حتى اليوم، باستثناء الفترة التي كانت تحت السيطرة الفرنسية من 24 فبراير 1793 إلى 17 مايو 1814.

## قائمة حكام موناكو
| الإسم (الميلاد- الوفاة)                                    | الصورة | بداية الحكم    | نهاية الحكم    | ملاحظات |
| ---------------------------------------------------------- | ------ | -------------- | -------------- | --- |
| François Grimaldi (?–1309)                                 |        | 8 يناير 1297   | 10 أبريل 1301  | - كان فرانسوا غريمالدي زعيم مجموعة من جنوة استولت على صخرة موناكو. - كان ابن عمه رينييه أول حاكم من بيت غريمالدي للمنطقة المعروفة الآن باسم موناكو. |
| Rainier I, Lord of Cagnes (1267–1314)                      |        | 8 يناير 1297   | 10 أبريل 1301  | - كان فرانسوا غريمالدي زعيم مجموعة من جنوة استولت على صخرة موناكو. - كان ابن عمه رينييه أول حاكم من بيت غريمالدي للمنطقة المعروفة الآن باسم موناكو. |
| تحت سيطرة جمهورية جنوة من 10 أبريل 1301 إلى 12 سبتمبر 1331 |        |                |                | |
| لوردات موناكو                                              |        |                |                | |
| تشارلز غريمالدي ‏ (?–1357)                                  |        | 12 سبتمبر 1331 | 15 أغسطس 1357  | - ابن رينييه الأول استعاد حكم الصخرة من جنوة. - استولى على مدينتي منتون (1346) وروكيوبرون (1355). - بدأ الحكم المشترك بعد 29 يونيو 1352 مع: - Anthony I (?-1358) أخو رينيه الأول الأصغر - Rainier II (1350–1407)، ابن تشارلز الأول - Gabriel، ابن تشارلز الأول                                                                              |
| Anthony I (?–1358)                                         |        | 29 يونيو 1352  | 15 أغسطس 1357  | - حاكم مشارك |
| Rainier II (1350–1407)                                     |        | 29 يونيو 1352  | 15 أغسطس 1357  | - ابن تشارلز الأول - حاكم مشارك منذ 29 يونيو 1352 - سُلمت موناكو إلى جنوة المحاصرة مقابل 20,000 fl، لكنها احتفظت بحكم منتون وروكيوبرون. |
| Gabriel (?–?)                                              |        | 29 يونيو 1352  | 15 أغسطس 1357  | - حاكم مشارك |
| تحت سيطرة جنوة من 15 أغسطس 1357 إلى يناير 1395             |        |                |                | |
| Louis (?–1402)                                             |        | يناير 1395     | 19 ديسمبر 1395 | - ابن تشارلز الأول - حكم موناكو بالاشتراك مع جان الأول |
| Jean I (1382–1454)                                         |        | يناير 1395     | 19 ديسمبر 1395 | - ابن رينييه الثاني - حكم موناكو بالاشتراك مع لويس |
| تحت سيطرة جنوة من 19 ديسمبر 1395 إلى 11 مايو 1397          |        |                |                | |
| Louis (?–1402)                                             |        | 11 مايو 1397   | 5 نوفمبر 1402  | |
| تحت سيطرة جنوة من 5 نوفمبر 1402 إلى 5 يونيو 1419           |        |                |                | |
| Jean I (1382–1454)                                         |        | 5 يونيو 1419   | 8 مايو 1454    | - اشترى أبناء رينييه الثاني وجان وأمبرواز وأنطوان موناكو من جنوة وحكموها معا حتى عام 1427. تخلى جان الأول من حكم موناكو بعد وفاة أنطوان مقابل حكم على منتون وروكيوبرون. - احتلت دوقية ميلانو موناكو وأصبحت تحت حكم جنوة بياجيو أسيريتو من 3 أكتوبر إلى نوفمبر 1436. - تُركت وصية جان القانون السالي بتفضيل الذكور فأصبح بإمكان الإناث حكمها. |
| Ambroise (?–1433)                                          |        | 5 يونيو 1419   | 1427           | - اشترى أبناء رينييه الثاني وجان وأمبرواز وأنطوان موناكو من جنوة وحكموها معا حتى عام 1427. تخلى جان الأول من حكم موناكو بعد وفاة أنطوان مقابل حكم على منتون وروكيوبرون. - احتلت دوقية ميلانو موناكو وأصبحت تحت حكم جنوة بياجيو أسيريتو من 3 أكتوبر إلى نوفمبر 1436. - تُركت وصية جان القانون السالي بتفضيل الذكور فأصبح بإمكان الإناث حكمها. |
| Anthony II (?–1427)                                        |        | 5 يونيو 1419   | 1427           | - اشترى أبناء رينييه الثاني وجان وأمبرواز وأنطوان موناكو من جنوة وحكموها معا حتى عام 1427. تخلى جان الأول من حكم موناكو بعد وفاة أنطوان مقابل حكم على منتون وروكيوبرون. - احتلت دوقية ميلانو موناكو وأصبحت تحت حكم جنوة بياجيو أسيريتو من 3 أكتوبر إلى نوفمبر 1436. - تُركت وصية جان القانون السالي بتفضيل الذكور فأصبح بإمكان الإناث حكمها. |
| Catalan (?–1457)                                           |        | 8 مايو 1454    | يوليو 1457     | |
| Claudine (ق. 1451–1515)                                    |        | يوليو 1457     | 16 مارس 1458   | - حكمت تحت وصاية جدتها لأبيها بوميلينا فريجوسو. - تنازلت عن العرش لابن عمها لامبرتو الذي تزوجته عام 1465. |
| Lamberto (ق. 1420–1494)                                    |        | 16 مارس 1458   | مارس 1494      | |
| Jean II (1468–1505)                                        |        | مارس 1494      | 11 أكتوبر 1505 | - ابن لامبرتو وكلودين. - قتله أخوه لوسيان. |
| Lucien (1487–1523)                                         |        | 11 أكتوبر 1505 | 22 أغسطس 1523  | - ابن لامبرتو وكلودين. - قتل شقيقه جان الأول. - قتله ابن أخيه بارثولوميو دوريا من دولشياكوا |
| Honoré I (1522–1581)                                       |        | 22 أغسطس 1523  | 7 أكتوبر 1581  | - ابن لوسيان - كان تحت وصاية: - Augustine Grimaldi، أسقف جراس 22 أغسطس 1523 – 14 أبريل 1532 - Nicholas Grimaldi، 14–23 أبريل 1532 - Blanche Grimaldi، بارون دي توريت (وصي مشارك)، أبريل– 1 يوليو 1532. - Étienne Grimaldi، 23 أبريل 1532 – 16 ديسمبر 1540                                                                                   |
| Charles II (1555–1589)                                     |        | 7 أكتوبر 1581  | 17 مايو 1589   | - ابن أونوريه الأول |
| Ercole (1562–1604)                                         |        | 17 مايو 1589   | 29 نوفمبر 1604 | - ابن أونوريه الأول - قُتل |
| Honoré II (1597–1662)                                      |        | 29 نوفمبر 1604 | 10 يناير 1662  | - ابن إركول - كان تحت وصاية الأمير فرانسيس لاندي من فالديتاري حتى عام 1616. - تلقب أونوريه الثاني بلقب أمير منذ عام 1612. اعترف فيليب الرابع ملك إسبانيا بموناكو كإمارة ذات سيادة في عام 1633، وتبعه لويس الثالث عشر ملك فرنسا بمعاهدة بيرون في عام 1641.                                                                                   |
| أمراء موناكو السياديون                                     |        |                |                | |
| Louis I (1642–1701)                                        |        | 10 يناير 1662  | 2 يناير 1701   | - حفيد أونوريه الثاني |
| Antonio I (1661–1731)                                      |        | 2 يناير 1701   | 20 فبراير 1731 | - ابن لويس الأول |
| Louise Hippolyte (1697–1731)                               |        | 21 فبراير 1731 | 29 ديسمبر 1731 | - ابنة أنطونيو الأول |
| Jacques I (1689–1751)                                      |        | 29 ديسمبر 1731 | 7 نوفمبر 1733  | - زوج لويز هيبوليت - غادر البلاد في 20 مايو 1732 ونصب صهره أنطوان فريمالدي وصي للعرش. - تنازل عن العرش في 7 نوفمبر 1733. |
| Honoré III (1720–1795)                                     |        | 7 نوفمبر 1733  | 19 يناير 1793  | - ابن جاك الأول ولويز هيبوليت - كان تحت وصاية عمه أنطوان غريمالدي حتى 28 نوفمبر 1784 |
| الاحتلال الفرنسي (19 يناير 1793 – 17 مايو 1814)            |        |                |                | |
| National Convention                                        |        | 19 يناير 1793  | 24 فبراير 1793 | الرئيس: Joseph Barriera |
| ضمتها فرنسا إليها                                          |        | 24 فبراير 1793 | 17 مايو 1814   | الحاكم: - Armand Louis de Gontaut، القائد العسكري الفرنسي 24 فبراير 1793 – 1 مارس 1793 - Henri Grégoire، المفوض الفرنسي بعد 1 مارس 1793 - Grégoire Marie Jagot، المفوض الفرنسي |
| احتلال الحلفاء (17 مايو – 17 يونيو 1814)                   |        |                |                | |
| أونوريه الرابع (1758–1819)                                 |        | 30 مايو 1814   | 16 فبراير 1819 | - ابن أونوريه الثالث - الأمير الفخري من 21 مارس 1795 - تحت وصاية: - جوزيبي غريمالدي ‏ أخوه 17–23 يونيو 1814 - مجلس الدولة 23 يونيو 1814 – 4 مارس 1819 الأعضاء: Louis Millo-Terrazzani ،Horace Pretti de Saint-Ambroise ،Antoine Sigaldi ،Joseph Rey ،Honoré Albini. - Honoré Grimaldi، ابنه 3 مارس 1815 – 16 فبراير 1819                     |
| Honoré V (1778–1841)                                       |        | 16 فبراير 1819 | 2 أكتوبر 1841  | - ابن أونوريه الرابع - وصي العرش على والده من 3 مارس 1815 |
| Florestan (1785–1856)                                      |        | 2 أكتوبر 1841  | 20 يونيو 1856  | - ابن أونوريه الرابع |
| Charles III (1818–1889)                                    |        | 20 يونيو 1856  | 10 سبتمبر 1889 | - ابن فلورستان |
| ألبير الأول (1848–1922)                                    |        | 10 سبتمبر 1889 | 26 يونيو 1922  | - ابن تشارلز الثالث |
| لويس الثاني (1870–1949)                                    |        | 26 يونيو 1922  | 9 مايو 1949    | - ابن ألبير الأول |
| رينيه الثالث (1923–2005)                                   |        | 9 مايو 1949    | 6 أبريل 2005   | - ابن لويس الثاني - كان العرش تحت وصاية ابنه ألبير الثاني من 31 مارس إلى 6 أبريل 2005. |
| ألبير الثاني (مواليد 1958)                                 |        | 6 أبريل 2005   | Incumbent      | - ابن رينيه الثالث - الوصي على عرش والده من 31 مارس إلى 6 أبريل 2005 |